# 안트레아 그물

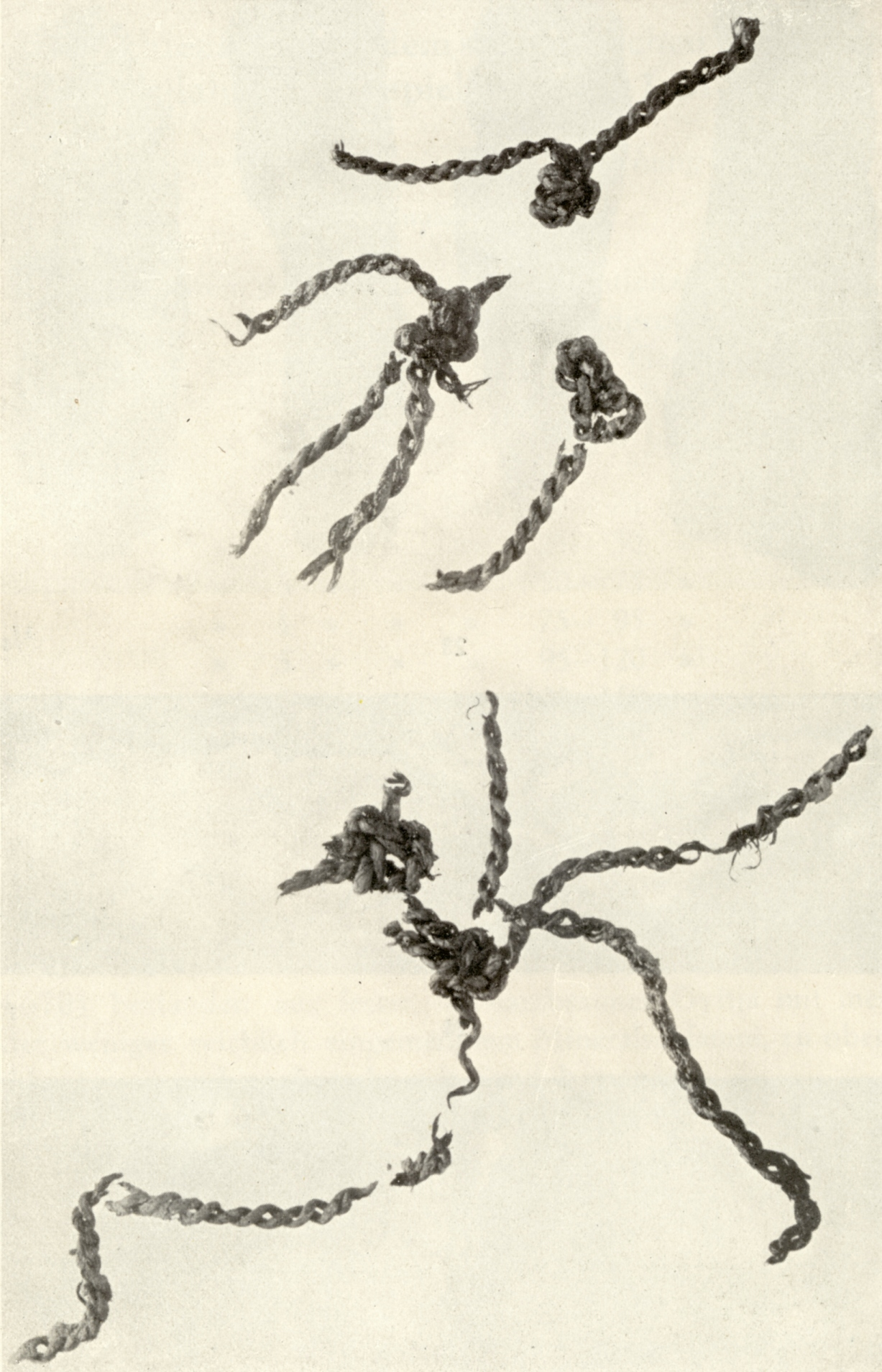

안트레아 그물(핀란드어: Antrean verkko 안트레안 베륵코[*])은 1913년 핀란드 공화국 카리알라 지협의 안트레아(현 러시아령 카멘노고르스크)에서 발견된 어망 유물이다. 제작연대는 기원전 8540년경으로 추적되며, 현재까지 발견된 어망 유물들 중 가장 오래된 축에 속한다.
현지 농민 안티 비롤라이넨(Antti Virolainen)이 1913년 가을 늪지대 초지에 골을 파는 작업을 하다 특이한 돌과 뼈들이 묻혀 있는 것을 발견했다. 1914년 7월 고고학자 사카리 팰시가 그 일대를 발굴했고, 그 과정에서 낚시찌 18개와 그물추 31개, 그물의 일부, 그 밖에 여러 석기와 골각기를 발견했다. 이 유물들은 안퀼루스호(지금의 발트해가 된 선사시대 북유럽의 거대 담수호) 바닥에 가라앉아 묻혔던 것이 발굴된 것인데, 아마 어부의 배가 뒤집히면서 어부의 도구 일체가 물에 빠졌던 것으로 생각된다.
그물은 버드나무로 만들었으며, 그 크기는 발견된 조각들의 개수로 미루어 길이 27-30 미터, 폭 1.3-1.5미터, 그물코 길이 6 센티미터로 추측된다. 이 정도 길이의 그물코는 연어나 브리임을 잡기 알맞다. 뤼샌솔무라는 양식으로 매듭지어졌는데, 이 매듭은 훨씬 후대의 에스토니아 일대의 발트핀족들도 사용한 매듭 양식이다.